# Vera Jevgenyjevna Dusevina
Vera Jevgenyjevna Dusevina (oroszul: Вера Евгеньевна Душевина; Moszkva, 1986. október 6.– ) korábbi junior világelső, junior Grand Slam-tornagyőztes, Fed-kupa-győztes visszavonult orosz teniszezőnő
2003-ban kezdte profi pályafutását, 2017-ig tartó karrierje során egy egyéni és két páros WTA-tornát nyert meg, emellett egy egyéni és öt páros ITF-tornagyőzelmet aratott. Legjobb egyéni világranglista-helyezése a 31. volt, ezt 2005. júliusában érte el, párosban a 27. helyig jutott 2007 júniusában.
Juniorként megnyerte a 2002-es wimbledoni torna lány egyéni versenyét, ahol a döntőben Marija Sarapovát győzte le, és 2003-ban döntőt játszott a 2003-as Roland Garroson, ahol Anna-Lena Grönefeldtől szenvedett vereséget. A felnőttek között a legjobb Grand Slam-tornaeredménye egyéniben a 4. kör, amelyet a 2005-ös Australian Openen ért el, párosban a 2005-ös wimbledoni teniszbajnokságon a negyeddöntőbe jutott. Vegyes párosban 2014-ben Wimbledonban elődöntőt játszott.
Tagja volt a 2005-ben Fed-kupa-győztes orosz válogatottnak.
2017. augusztus 15-én jelentette be visszavonulását.

### Junior Grand Slam döntői

#### Egyéni

##### Győzelmek (1)
| Év   | Bajnokság | Borítás | Ellenfél        | Eredmény      |
| ---- | --------- | ------- | --------------- | ------------- |
| 2002 | Wimbledon | Fű      | Marija Sarapova | 4–6, 6–1, 6–2 |

##### Elveszített döntői (1)
| Év   | Bajnokság     | Borítás | Ellenfél            | Eredmény |
| ---- | ------------- | ------- | ------------------- | -------- |
| 2003 | Roland Garros | Salak   | Anna-Lena Grönefeld | 4–6, 4–6 |

## WTA-döntői

### Egyéni

#### Győzelmei (1)
| Összesítés           |                        |
| Grand Slam-torna (0) |                        |
| Tier I (0)           | Premier Mandatory* (0) |
| Tier II (0)          | Premier Five* (0)      |
| Tier III (0)         | Premier* (0)           |
| Tier IV (0)          | International* (1)     |
| Tier V (0)           | Challenger* (0)        |

* 2009-től megváltozott a tornák rendszere. Challenger tornákat 2012-től rendeznek.
 Az egymás mellett azonos színnel jelölt tornatípusok között nincs teljes mértékű megfelelés.
| No. | Dátum              | Helyszín                | Borítás | Ellenfél a döntőben | Eredmény a döntőben |
| 1.  | 2009. augusztus 2. | Istanbul Cup, Isztambul | Kemény  | Lucie Hradecká      | 6–0, 6–1            |

#### Elveszített döntői (3)
| No. | Dátum              | Helyszín                                                                    | Borítás    | Ellenfél a döntőben | Eredmény a döntőben |
| 1.  | 2005. június 18.   | Hastings Direct International Championships, Eastbourne, Egyesült Királyság | Fű         | Kim Clijsters       | 5–7, 0–6            |
| 2.  | 2007. július 30.   | Nordea Nordic Light Open, Stockholm, Svédország                             | Kemény (f) | Agnieszka Radwańska | 1–6, 1–6            |
| 3.  | 2008. augusztus 3. | Nordea Nordic Light Open, Stockholm, Svédország                             | Kemény     | Caroline Wozniacki  | 0–6, 2–6            |

### Páros

#### Győzelmei (2)
| No. | Dátum              | Helyszín                                | Borítás | Partner              | Ellenfél a döntőben               | Eredmény a döntőben | Eredmény a döntőben |
| 1.  | 2007. április 30.  | Warsaw Open, Varsó, Lengyelország       | Salak   | Tetyana Perebijnyisz | Jelena Lihovceva Jelena Vesznyina | 7–5, 3–6, [10–2]    |                     |
| 2.  | 2013. augusztus 3. | Citi Open, Washington, Egyesült Államok | Kemény  | Shuko Aoyama         | Eugenie Bouchard Taylor Townsend  | 6–3, 6–3            |                     |

#### Elveszített döntői (9)
| No. | Dátum                | Helyszín                                                 | Borítás    | Partner                | Ellenfél a döntőben                            | Eredmény a döntőben | Eredmény a döntőben |
| 1.  | 2008. július 27.     | Banka Koper Slovenia Open, Portorož, Szlovénia           | Hard       | Jekatyerina Makarova   | Anabel Medina Garrigues Virginia Ruano Pascual | 4–6, 1–6            |                     |
| 2.  | 2008. szeptember 22. | Hansol Korea Open, Szöul, Dél-Korea                      | Kemény     | Marija Kirilenko       | Csuang Csia-zsung Hszie Su-vej                 | 3–6, 0–6            |                     |
| 3.  | 2008. október 20-    | Fortis Championships Luxembourg, Luxembourg, Luxemburg   | Kemény     | Marija Koritceva       | Sorana Cîrstea Marina Eraković                 | 6–2, 3–6, [8–10]    |                     |
| 4.  | 2011. február 13.    | Open GDF Suez, Párizs, Franciaország                     | Kemény (f) | Jekatyerina Makarova   | Bethanie Mattek-Sands Meghann Shaughnessy      | 4–6, 2–6            |                     |
| 5.  | 2011. szeptember 25. | Hansol Korea Open, Szöul, Dél-Korea                      | Kemény     | Galina Voszkobojeva    | Natalie Grandin Vladimíra Uhlířová             | 6–7(5), 4–6         |                     |
| 6.  | 2012. február 25.    | Cellular South Cup, Memphis, Egyesült Államok            | Kemény (f) | Volha Havarcova        | Andrea Hlaváčková Lucie Hradecká               | 3–6, 4–6            |                     |
| 7.  | 2013. október 5.     | China Open, Peking, Kína                                 | Kemény     | Arantxa Parra Santonja | Cara Black Szánija Mirza                       | 2–6, 2–6            |                     |
| 8.  | 2015. október 3.     | Tashkent Open, Taskent, Üzbegisztán                      | Kemény     | Kateřina Siniaková     | Margarita Gaszparjan Alekszandra Panova        | 1–6, 6–3, [3–10]    |                     |
| 9.  | 2016. február 14.    | St. Petersburg Ladies Trophy, Szentpétervár, Oroszország | Kemény (f) | Barbora Krejčíková     | Martina Hingis Szánija Mirza                   | 3–6, 1–6            |                     |

## Eredményei Grand Slam-tornákon

### Egyéni
| Grand Slam | Australian Open | Australian Open  | Roland Garros  | Roland Garros      | Wimbledon      | Wimbledon          | US Open  | US Open           |
| Év         | Eredmény        | Utolsó ellenfél  | Eredmény       | Utolsó ellenfél    | Eredmény       | Utolsó ellenfél    | Eredmény | Utolsó ellenfél   |
| 2003       | −               | −                | −              | −                  | Selejtező (Q1) | Selejtező (Q1)     | 1. kör   | Ashley Harkleroad |
| 2004       | 2. kör          | Venus Williams   | 2. kör         | Paola Suárez       | 1. kör         | Magdalena Malejeva | 3. kör   | Jennifer Capriati |
| 2005       | 4. kör          | Sz Kuznyecova    | 1. kör         | Mary Pierce        | 1. kör         | Ana Ivanović       | 2. kör   | Sahar Peér        |
| 2006       | 1. kör          | Catalina Castaño | 2. kör         | Amélie Mauresmo    | 1. kör         | Morigami Akiko     | 1. kör   | Ana Ivanović      |
| 2007       | 1. kör          | Marion Bartoli   | 2. kör         | Katarina Srebotnik | 2. kör         | Justine Henin      | 3. kör   | Ana Ivanović      |
| 2008       | −               | −                | 1. kör         | J Gyementyjeva     | 2. kör         | Bethanie Mattek    | 1. kör   | Ana Ivanović      |
| 2009       | 1. kör          | Iveta Benešová   | 1. kör         | Caroline Wozniacki | 2. kör         | Jelena Vesznyina   | 1. kör   | Venus Williams    |
| 2010       | 1. kör          | J Gyementyjeva   | 1. kör         | A Bondarenko       | 2. kör         | Cvetana Pironkova  | 1. kör   | A Bondarenko      |
| 2011       | 2. kör          | Samantha Stosur  | 2. kör         | Jelena Janković    | 1. kör         | Roberta Vinci      | 2. kör   | M Kirilenko       |
| 2012       | 1. kör          | Petra Kvitová    | 1. kör         | Claire Feuerstein  | 1. kör         | Aleksandra Wozniak | 2. kör   | Sara Errani       |
| 2013       | 1. kör          | Julia Görges     | Selejtező (Q3) | Selejtező (Q3)     | Selejtező (Q2) | Selejtező (Q2)     | 1. kör   | Sabine Lisicki    |
| 2014       | Selejtező (Q3)  | Selejtező (Q3)   | Selejtező (Q1) | Selejtező (Q1)     | Selejtező (Q1) | Selejtező (Q1)     | −        | −                 |
| 2015       | −               | −                | Selejtező (Q3) | Selejtező (Q3)     | −              | −                  | −        | −                 |
| 2016       | Selejtező (Q2)  | Selejtező (Q2)   | −              | −                  | −              | −                  | −        | −                 |
| 2017       | −               | −                | −              | −                  | −              | −                  | −        | −                 |

### Páros
| Grand Slam | Australian Open            | Australian Open                 | Roland Garros              | Roland Garros                       | Wimbledon                  | Wimbledon                             | US Open                    | US Open                            |
| Év         | Eredmény Partner           | Utolsó ellenfél                 | Eredmény Partner           | Utolsó ellenfél                     | Eredmény Partner           | Utolsó ellenfél                       | Eredmény Partner           | Utolsó ellenfél                    |
| 2005       | −                          | −                               | 2. kör Barbora Strýcová    | Bryanne Stewart Samantha Stosur     | Negyeddöntő Sahar Peér     | A-L Grönefeld Martina Navratilova     | 2. kör Sahar Peér          | Lisa Raymond Samantha Stosur       |
| 2006       | 1. kör Sahar Peér          | V Ruano Pascual Paola Suárez    | 1. kör Galina Voszkobojeva | J Bicskova M Jugić-Salkić           | 2. kör Galina Voszkobojeva | Květa Peschke F Schiavone             | 1. kör J Bejhelzimer       | Ana Ivanović M Kirilenko           |
| 2007       | −                          | −                               | 3. kör T Perebijnyisz      | Cara Black Liezel Huber             | 1. kör T Perebijnyisz      | Nicole Vaidišová B Záhlavová-Strýcová | 2. kör T Perebijnyisz      | A Medina Garrigues V Ruano Pascual |
| 2008       | −                          | −                               | 1. kör T Perebijnyisz      | A Klejbanova J Makarova             | 2. kör K Dzehalevics       | Cara Black Liezel Huber               | 2. kör K Dzehalevics       | Lisa Raymond Samantha Stosur       |
| 2009       | 2. kör Olha Szavcsuk       | Daniela Hantuchová Szugijama Ai | 3. kör Anastasia Rodionova | A Medina Garrigues V Ruano Pascual  | 2. kör T Perebijnyisz      | Kaia Kanepi İpek Şenoğlu              | 2. kör Anastasia Rodionova | Volha Havarcova Alla Kudrjavceva   |
| 2010       | 3. kör Anastasia Rodionova | Sally Peers Laura Robson        | 2. kör J Makarova          | A Bondarenko K Bondarenko           | 2. kör J Makarova          | Jelena Janković Chanelle Scheepers    | 1. kör Szánija Mirza       | A Klejbanova J Makarova            |
| 2011       | 1. kör J Makarova          | A Klejbanova A Medina Garrigues | 1. kör J Makarova          | Szánija Mirza J Vesznyina           | 3. kör J Makarova          | Nagyja Petrova Anastasia Rodionova    | 2. kör Sofia Arvidsson     | Gisela Dulko Flavia Pennetta       |
| 2012       | 2. kör Sahar Peér          | Polona Hercog Cseng Csie        | 2. kör Csuang Csia-zsung   | A Medina Garrigues A Parra Santonja | 1. kör Csuang Csia-zsung   | A-L Grönefeld Petra Martić            | 2. kör T Tanasugarn        | Hszie Su-vej A Medina Garrigues    |
| 2013       | 2. kör Volha Havarcova     | Serena Williams Venus Williams  | 1. kör A Panova            | A Pavljucsenkova Lucie Šafářová     | 1. kör A Panova            | Hszie Su-vej Peng Suaj                | 1. kör Heather Watson      | S Klemenschits Andreja Klepač      |
| 2014       | 3. kör Eugenie Bouchard    | Cara Black Szánija Mirza        | 2. kör Cseng Szaj-szaj     | Hszie Su-vej Peng Suaj              | 2. kör Chanelle Scheepers  | Andrea Hlaváčková Cseng Csie          | −                          | −                                  |
| 2015       | −                          | −                               | 1. kör MJ Martínez Sánchez | Andrea Hlaváčková Lucie Hradecká    | 2. kör MJ Martínez Sánchez | Michaëlla Krajicek Barbora Strýcová   | −                          | −                                  |
| 2016       | 1. kör Kateřina Siniaková  | Babos Tímea K Srebotnik         | 1. kör Raluca Olaru        | Christina McHale Coco Vandeweghe    | Selejtező (Q1)             | Selejtező (Q1)                        | −                          | −                                  |
| 2017       | −                          | −                               | −                          | −                                   | −                          | −                                     | −                          | −                                  |

## Év végi világranglista-helyezései
| Év     | 2002 | 2003 | 2004 | 2005 | 2006 | 2007 | 2008 | 2009 | 2010 | 2011 | 2012 | 2013 | 2014 | 2015 | 2016 |
| Egyéni | 494. | 108. | 63.  | 39.  | 97.  | 41.  | 88.  | 44.  | 54.  | 86.  | 141. | 120. | 478. | 522. | 725. |
| Páros  | 410. | 288. | –    | 67.  | 58.  | 31.  | 59.  | 45.  | 48.  | 46.  | 43.  | 38.  | 92.  | 90.  | 169. |